# Coast Guard Intelligence
Pour les articles homonymes, voir CGI.
Le Coast Guard Intelligence (CGI) est le département de renseignement militaire du corps des garde-côtes américain. Fondé en 1915, ce service a pour mission de protéger l'environnement, les côtes, les ports et les cours d'eau du pays. Il est depuis un décret du 28 décembre 2001 l'un des membres de la Communauté du renseignement. Avec le rattachement des garde-côtes au département de la Sécurité intérieure des États-Unis en 2003, il est l'un des deux services de ce ministère à appartenir à cette communauté.
Il a obtenu de grands succès dans la lutte contre la contrebande d'alcool durant la Prohibition aux États-Unis.
En 2009, son effectif est estimé à 300 personnes